# Igor Antón

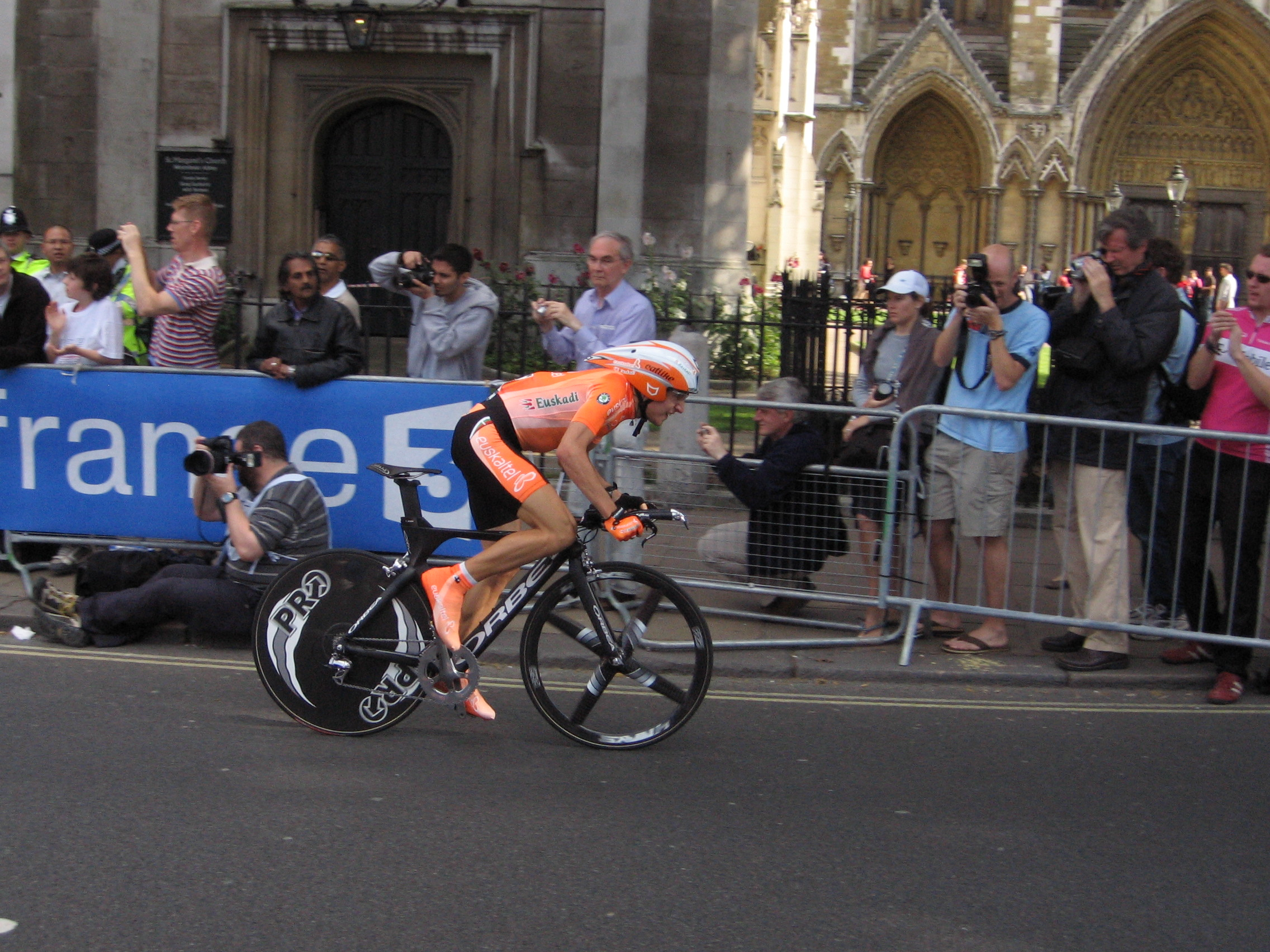
Au prologue du Tour de France 2007.

Igor Antón est un coureur cycliste espagnol né le 2 mars 1983 à Galdakao. Il est professionnel entre 2005 et 2018. Il a notamment remporté quatre étapes du Tour d'Espagne et une étape du Tour d'Italie. Grimpeur, il a également terminé deux fois dans le top 10 du Tour d'Espagne et porté le maillot rouge de leader du classement général de cette course pendant cinq jours en 2010.

## Biographie

### Cyclisme junior et amateur
Lors de ses deux années dans la catégorie junior, il remporte treize victoires. Toutefois, il ne remporte pas l'épreuve qui lui a toujours fait aimer le cyclisme : la Vuelta al Besaya, épreuve cantabre amateur de niveau international. Dans la catégorie amateur, où il est resté un peu plus de deux ans et demi, il a brillé sous les couleurs de l'équipe Olarra-Consultec, qui s'est ensuite appelée Orbea-Olarra-Consultec, l'équipe amateur et réserve d'Euskaltel-Euskadi, obtenant la deuxième place du Trofeo Lehendakari et remportant le championnat de Biscaye élite de-contre-la montre, notamment.

### Étape semi-professionnelle
En septembre 2004, il débute en tant que professionnel, stagiaire au sein de l'équipe Euskaltel-Euskadi, au Tour de l'Avenir. Il a ensuite été confirmé au sein de l'équipe basque pour les saisons suivantes.

### Euskaltel-Euskadi

#### Début: saison 2005
Après seulement quelques mois chez les professionnels, il fait une très bonne impression lors du Tour d'Italie, notamment grâce à une attaque surprenante et au fait qu'il aide autant que possible celui qui finalement deviendra le leader de l'équipe, Samuel Sánchez, devenant une des plus grandes promesses du cyclisme basque.

#### Saison 2006
En 2006, Igor Antón remporte une étape du Tour d'Espagne, alors qu'il est âgé de 23 ans. Au classement général final, il occupe la 15e place. Il remporte aussi une étape et le classement général de l'Escalade de Montjuïc. Il obtient d'autres résultats remarqués lors des classiques montagneuses d'Alcobendas et Urkiola, où il termine respectivement 5e et 3e. Grâce à ces résultats, l'équipe renouvelle son contrat pour deux années supplémentaires.

#### Saison 2007
Au début de la saison 2007, il ne remporte pas de victoire, mais on le remarque dans des courses comme la Tour de Castille-et-León où il se classe 4e et lors de classiques comme le Grand Prix Miguel Indurain (9e) et la Clasica Primavera (8e). En mai, il remporte une victoire lors d'une étape pluvieuse du Tour de Romandie avec arrivée au sommet. Il finit 7e au classement général. Ensuite, il sera 2e au classement général du G. P. Paredes Rota dos Móveis.
Avant le début du Tour de France, son contrat est prolongé jusqu'en 2010. Ces débuts sur le Tour sont difficiles : il décide d'abandonner lors de la 11e étape. Il fait ensuite un bon Tour d'Espagne, aidant son ami et leader, Samuel Sánchez pour l'aider à monter sur le podium final. Il termine l'épreuve en 8e position.

#### Saison 2008
En 2008, son début de saison est contrarié par une blessure au tendon d'Achille qui l'empêche de courir à haut niveau lors de son premier objectif de la saison, le Tour du Pays basque. Malgré tout, il obtient la seconde place lors de l'Euskal Bizikleta. Peu après, il remporte une victoire d'étape lors du Tour de Suisse, à la suite de laquelle il revêt le maillot jaune pendant plusieurs jours, pour finalement terminer 3e au classement général, montant sur le podium à Berne
Il ne participe pas au Tour de France pour préparer le Tour d'Espagne auquel il participera en tant que leader de l'équipe Euskaltel-Euskadi. Après avoir assez bien limité les dégâts lors du contre la montre de Ciudad Real (l'étape la plus délicate par rapport à ses caractéristiques), arrivant à 2 minutes et 35 secondes du vainqueur, Levi Leipheimer, il est dans le groupe des favoris lors des étapes pyrénéennes. Il était classé 6e au général, quand, lors de l'étape reine du tour, il chute dans la descente de l'avant-dernier col, se fracturant la clavicule et la hanche, ce qui le contraint à l'abandon, terminant ainsi la saison.

#### Saison 2009
Après une lente récupération de sa chute, il commence la saison en douceur, préparant le Tour de France où il terminera finalement 66e à près d'une heure quarante-cinq du vainqueur, son compatriote Alberto Contador.

#### Saison 2010
Il fait sensation sur le Tour de Castille-et-León en battant Alberto Contador sur l'étape reine où il prend la tête du classement général avant de la perdre le lendemain sur le contre-la-montre où il termine deuxième. Il s'illustre également sur les classiques ardennaises en attaquant sur Flèche wallonne où il termine quatrième. Il se place également sixième de Liège-Bastogne-Liège. Lors de la Vuelta, alors qu'il porte le maillot rouge de leader depuis trois jours, et qu'il a déjà remporté 2 étapes, il est contraint à l'abandon à la suite d'une chute qui lui occasionne une fracture du coude droit dans le final de la 14e étape. Comme en 2008, sa saison se termine par une chute dans son tour national.

#### Saison 2011
En 2011, Igor Antón termine troisième du Tour de Castille-et-León et cinquième de la Flèche wallonne. Il participe ensuite au Tour d'Italie et remporte la 14e étape au sommet du Monte Zoncolan avant de terminer 17e du classement général final.Lors du Tour d'Espagne, sa priorité de la saison, il remporte en solitaire la 19e étape entre Noja et Bilbao (158,5 km) devant Marzio Bruseghin.

#### Saison 2012
Igor Antón obtient en avril la troisième place de la Klasika Primavera. En lice sur Liège-Bastogne-Liège en soutien de Samuel Sánchez, il chute dans le parcours de liaison qui précède le départ réel de la « Doyenne » et se fracture une clavicule. En août, il est 11e de la Classique Saint-Sébastien. Il se classe 9e du Tour d'Espagne.

#### Saison 2013
Igor Antón commence sa saison à l'occasion du Challenge de Majorque. Puis, il participe au Tour d'Andalousie, au Tour de Murcie et à la Clásica de Almería. En mars, il est 15e du Tour de Catalogne puis deuxième du Gran Premio Miguel Indurain. Il abandonne lors de la dernière étape du Tour du Pays basque. Il a ensuite l'intention de briller lors des classiques ardennaises. Il prend la 31e place de l'Amstel Gold Race et la huitième place de la Flèche wallonne.

### 2014-2015: Movistar
Alors que l'équipe Euskaltel Euskadi cesse d'exister, Antón reste plusieurs semaines sans contrat avant de rejoindre au mois de décembre 2013 la formation Movistar. Il reste ainsi dans le World Tour.
Durant cette saison, il aide le coureur colombien Nairo Quintana à remporter le Tour d'Italie. Ses résultats personnels sont en revanche décevants. Pouvant jouer sa propre chance au Tour du Trentin et au Critérium du Dauphiné, il termine respectivement onzième et vingt-sixième de ces courses. Il est particulièrement déçu de son résultat dans le Trentin : troisième du classement général à la veille de l'arrivée, il perd trois minutes lors de la dernière étape. Sélectionné pour le Tour d'Espagne, il doit déclarer forfait à cause d'une angine. Sa saison se termine relativement tôt. Il se tourne dès le mois d'octobre vers la saison 2015.
En 2015, tout comme lors de la saison 2014, Antón aide Nairo Quintana durant les premiers mois de 2015. C'est lors du Tour de Castille-et-Léon qu'il obtient son premier podium depuis 2013. En terminant troisième de l'étape reine, il termine également troisième du classement général. Il prend part ensuite au Tour des Asturies, il y remporte sa première victoire depuis 2011 en s'adjugeant la première étape. Lors de la deuxième étape, remportée par son coéquipier Jesús Herrada, il ne se fait rejoindre qu'à un kilomètre de la ligne. À l'issue de cette étape il remporte la première course par étape de sa carrière.

### 2016-2018: fin de carrière chez Dimension Data
Le contrat d'Anton n'est pas prolongé par l'équipe Movistar. Pensant alors à la retraite, il annonce en décembre 2015 avoir signé un contrat avec l'équipe Dimension Data nouvellement promue en UCI World Tour.
En septembre 2018, il arrête sa carrière à 35 ans à l'issue du Tour d’Espagne.

## Palmarès, résultats et classements mondiaux

### Palmarès amateur
| - 2002 - 3e de l'Oñati Saria - 2003 - Premio Primavera - Trofeo Ayuntamiento Olazagutía - 2e du Mémorial Sabin Foruria - 2e du Mémorial Etxaniz - 3e du Premio Sallurtegui - 3e du Trofeo Irache | - 2004 - Champion de Biscaye du contre-la-montre espoirs - 5ea étape du Tour de Lleida - 3e du championnat d'Espagne sur route espoirs |  |

### Palmarès professionnel
| - 2006 - 16e étape du Tour d'Espagne - Escalade de Montjuïc : - Classement général - 1reb étape (contre-la-montre) - 3e de la Subida a Urkiola - 2007 - 4e étape du Tour de Romandie - 2e du Grande Prémio Internacional Paredes Rota dos Móveis - 7e du Tour de Romandie - 8e du Tour d'Espagne - 2008 - 2e étape du Tour de Suisse - 3e du Tour de Suisse - 2009 - Subida a Urkiola - 2010 - 3e étape du Tour de Castille-et-León - 5e étape du Tour de Romandie - 4e et 11e étapes du Tour d'Espagne - 2e du Tour de Castille-et-León - 2e de la Klasika Primavera - 4e de la Flèche wallonne - 6e de Liège-Bastogne-Liège - 9e du Tour de Romandie | - 2011 - 14e étape du Tour d'Italie - 19e étape du Tour d'Espagne - 3e du Tour de Castille-et-León - 5e de la Flèche wallonne - 2012 - 3e de la Klasika Primavera - 9e du Tour d'Espagne - 2013 - 2e du Grand Prix Miguel Indurain - 8e de la Flèche wallonne - 2015 - Tour des Asturies : - Classement général - 1re étape - 3e du Tour de Castille-et-León |  |

### Résultats sur les grands tours

#### Tour de France
3 participations
- 2007 : abandon (11e étape)
- 2009 : 66e
- 2013 : 23e

#### Tour d'Italie
7 participations
- 2005 : 83e
- 2011 : 17e, vainqueur de la 14e étape[3],[12]
- 2014 : 37e
- 2015 : 38e
- 2016 : 28e
- 2017 : 62e
- 2018 : abandon (15e étape)

#### Tour d'Espagne
11 participations
- 2006 : 15e, vainqueur de la 16e étape
- 2007 : 8e
- 2008 : abandon (13e étape)
- 2009 : 33e
- 2010 : abandon (14e étape), vainqueur des 4e et 11e étapes,  maillot rouge pendant 5 jours
- 2011 : 33e, vainqueur de la 19e étape
- 2012 : 9e
- 2013 : 20e
- 2016 : non-partant à la 9e étape
- 2017 : 35e
- 2018 : 44e

### Classements mondiaux
| Année                  | 2006 | 2007 | 2008 | 2009 | 2010 | 2011 | 2012 | 2013 | 2014 | 2015 | 2016 |
| ---------------------- | ---- | ---- | ---- | ---- | ---- | ---- | ---- | ---- | ---- | ---- | ---- |
| Classement ProTour     | 110e | 47e  | 32e  |      |      |      |      |      |      |      |      |
| Calendrier mondial UCI |      |      |      | 250e | 36e  |      |      |      |      |      |      |
| UCI World Tour         |      |      |      |      |      | 65e  | 88e  | 142e | nc   | nc   | nc   |